# Cairo, Georgia
Cairo este un oraș în statul Georgia, SUA.
Se află la o altitudine de 74 m deasupra nivelului mării. Are o suprafață de 25,546539 km². Populația este de 10.179 locuitori, determinată în 1 aprilie 2020, prin recensământ.

## Personalități născute aici
- Jackie Robinson (1919 - 1972), jucător de baseball.